# 게리 로스
게리 로스(Gary Ross, 1956년 11월 3일 ~ )는 미국의 영화 감독으로 캘리포니아주 로스앤젤레스에서 태어났다. 배우이자 극작가이기도 하며 《플레전트빌》, 《씨비스킷》 등 영화의 감독을 맡았다.

## 경력

### 제작 및 연출
1988년 《빅》이라는 영화를 공동제작했다. 《Trial and Terror》과 《플레전트빌》은 그가 직접 쓰고 제작했다. 2003년 전설의 말에 대해 쓴 《씨비스킷》을 제작했다. 세 편의 영화가 2008년 그의 일정에 포함돼 있으며 모두 그가 직접 쓰고 제작하게 될 것이다. 플레젠트빌은 감독을 잘 마친 뒤 아카데미상에 지명되기도 했다.

### 각본
1988년 영화 《빅》의 각본을 썼으며 아카데미상 각본상에 지명됐다. 1992년 《미스터 베이스볼》(Mr. Baseball)을 쓰기도 했으며 1년 뒤에는 《데이브》의 각본을 써 아카데미상에 지명됐다. 1994년에는 《영원한 친구 레시》 작품의 각본을 썼으며, 몇 달 뒤 《플레전트빌》의 각본과 함께 연출을 맡았다. 이후 영화 《씨비스캣》과 영화 《헝거 게임: 판엠의 불꽃》의 연출과 각본을 맡았다.

## 작품 목록
- 데이브 (1993)
- 플레전트빌 (1998)
- 씨비스킷 (2003)
- 헝거 게임: 판엠의 불꽃 (2012)
- 존스 자유주 (2016)
- 오션스8 (2018)